# Étude d’arbres

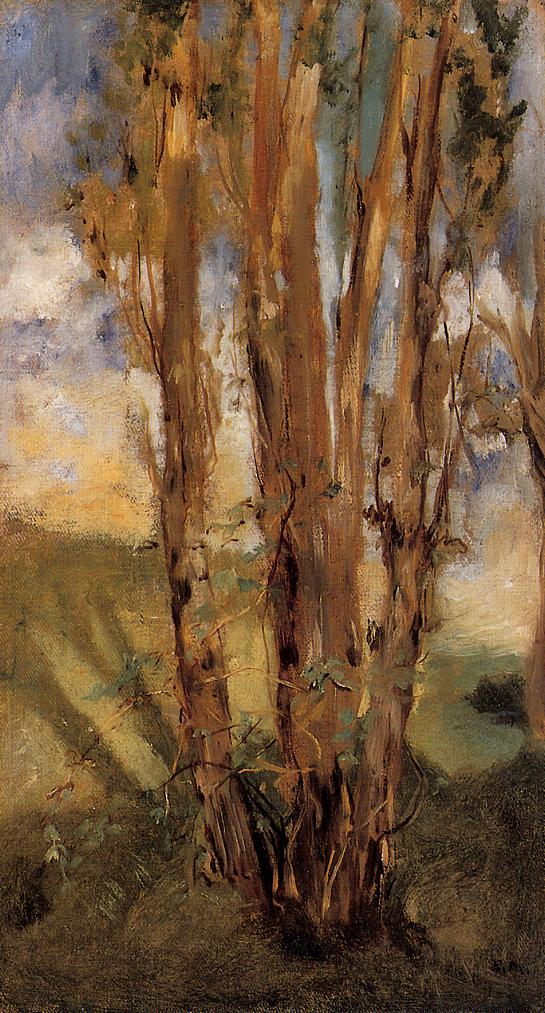
Étude d’arbres
Édouard Manet, um 1859
54 cm × 30 cm
Öl auf Leinwand
Privatsammlung

Étude d’arbres ist ein Gemälde des französischen Malers Édouard Manet. Das um 1859 in Öl auf Leinwand gemalte Werk hat eine Höhe von 54 cm und eine Breite von 30 cm. Es zeigt eine Studie von Bäumen in einer hügeligen Flusslandschaft. Wahrscheinlich entstand das zum Frühwerk des Künstlers gehörende Bild nach Naturstudien in der Umgebung von Paris und diente als Vorarbeit für andere Gemälde Manets. Étude d’arbres gehört zu einer Privatsammlung.

## Bildbeschreibung
Das als Hochformat ausgeführte Bild zeigt ein skizzenhaftes Landschaftsbild. Mittig befindet sich eine Gruppe von Bäumen, deren Art nicht eindeutig zu bestimmen ist. Aus dem Erdreich herausragen mehrere braune Stämme nach oben, wo sie vom Bildrand abgeschnitten werden. Von den Stämmen gehen vereinzelt dünne Äste ab, an denen sich im oberen Bereich einige dunkelgrüne Blätter befinden. Am Fuß der Stämme gibt es zudem einige Äste mit hellgrünen Blättern. Der Boden um die Stämme ist mit dünnem Pinselstrichen in Grünocker gemalt. Hierbei könnte ein Grasbewuchs angedeutet sein. Hinter den Bäumen bis zum linken Bildrand ist ein leicht aufsteigender Hügel mit hellgrünem Bewuchs zu sehen, auf den der langgestreckte Schatten der Bäume fällt. Die tiefstehende Sonne wirft demnach ihr Licht von rechts außerhalb des Bildes auf die Landschaft. Auf der rechten Seite ist im Bildhintergrund eine Flusslandschaft dargestellt. Das in Blaugrün gemalte Gewässer reicht bis zur Horizontlinie. Der Himmel oberhalb der Fluss- und Hügellandschaft weist eine vielfältige Farbgebung auf. Die Palette reicht hierbei von Blau, Grau, Lila und Weiß bis zu Gelb- und Brauntönen. Das Bild ist unten rechts mit „E.M.“ signiert.

## Hintergrund zur Entstehung des Bildes
Das Gemälde gehört zum Frühwerk Manets. Wann genau das Bild entstand, ist nicht bekannt. Von Manets Patenkind Léon Leenhoff ist überliefert, bei dem Bild handele es sich um eine Studie in Vorbereitung zu dem 1863 entstandenen Gemälde Das Frühstück im Grünen. Falls die Angaben von Léon Leenhoff stimmen, müsste Étude d’arbres ebenfalls um 1863 entstanden sein. Wie in Étude d’arbres gibt es in Das Frühstück im Grünen im Hintergrund Bäume und eine Flusslandschaft. Beim Frühstück im Grünen ist dieser Hintergrund als die waldreiche Landschaft der Île Saint-Ouen identifiziert worden. Diese ehemalige Insel in der Seine befand sich nur wenige Kilometer von Gennevilliers entfernt, wo die Familie Manet über Grundbesitz verfügte. Für das Frühstück im Grünen hatte Manet mehrere Vorstudien gefertigt, darunter beispielsweise die Ölstudie Der Fischer (Von der Heydt-Museum, Wuppertal).

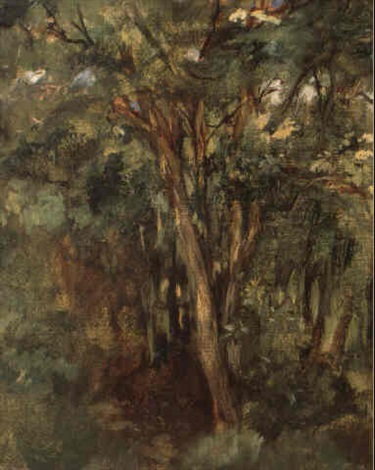
Édouard Manet: Tronc d’arbres (Baumstamm), 1859, Privatsammlung

Im Gegensatz zu den Angaben von Léon Leenhoff nimmt Manets Biograf Adolphe Tabarant an, Manet habe Étude d’arbres bereits 1859 gemalt. Obschon Tabarant keine Begründung für diese Datierung gegeben hat, schlossen sich ihm weitere Kunsthistoriker an. Bereits vor dem Frühstück im Grünen hatte Manet mehrere Bilder gemalt, bei denen er für den Hintergrund die Landschaft an der Seine nahe der Île Saint-Ouen wählte. Hierzu gehören die zwischen 1859 und 1863 geschaffenen Gemälde Der Fischfang (Metropolitan Museum of Art, New York), Die überraschte Nymphe (Museo Nacional de Bellas Artes, Buenos Aires) und Die Studenten von Salamanca (Pola Museum of Art, Hakone). Es ist also durchaus möglich, dass Étude d’arbres bereits 1859 entstand und als Vorstudie für ein oder mehrere Bilder diente. Die motivverwandte Gemäldestudie Tronc d’arbres (Baumstamm) wird ebenfalls auf 1859 datiert.

## Provenienz
Das Gemälde befand sich bis zum Tod von Manet 1883 im Besitz des Künstlers. Es kam mit dem Nachlass Manets am 4. und 5. Februar 1884 im Auktionshaus Hôtel Drouot zur Versteigerung und ging für 135 Franc an einen Herrn de la Narde aus Paris. Danach gelangte das Bild nach Belgien, zunächst in die Sammlung Devillez in Brüssel und anschließend in die Sammlung Leten in Gent. Leten lieh Étude d’arbres 1953 zu der Ausstellung La Peinture dans les Collections Gantoises im Museum voor Schone Kunsten in Gent aus – bisher die einzige museale Ausstellung des Bildes. Am 1. Mai 1996 kam das Bild in der New Yorker Filiale des Auktionshauses Christie’s zur Versteigerung und wechselte für 266.500 US-Dollar den Besitzer. Der neue Eigentümer wurde anschließend nicht bekannt gegeben. 2009 tauchte das Bild in Italien wieder auf, als es die italienischen Steuerfahndung im Keller einer Wohnung in Parma entdeckte. Der Unternehmer Calisto Tanzi hatte – im Zusammenhang des Finanzskandals um den Lebensmittelkonzern Parmalat – das Bild dort mit weiteren Kunstwerken vor den Finanzbehörden versteckt. Am 29. Oktober 2019 wurde die vormalige Kunstsammlung von Calisto Tanzi im Auktionshaus Pandolfini Casa d'Aste in Florenz versteigert. Für 495.500 Euro ging das Gemälde Étude d’arbres an einen unbekannten Bieter.